# Y Lăng Thi Trục Tựu thiền vu
Y Lăng Thi Trục Tựu (giản thể: 伊陵尸逐就单于; phồn thể: 伊陵尸逐就單于; bính âm: Yīlíngshīzhújiùchányú, ?-172), thuộc Luyên Đê thị, danh là "Cư Xa Nhân". Năm 147, Hô Lan Thi Trục Tựu thiề vu mất, Cư Xa Nhân lên kế vị. Tiên Ti liên tục xâm lấn phương nam, Bắc Trung lãng tướng Trương Hoán nhận thấy Y Lăng Trục Tựu thiền vu không có năng lực quản lý quốc sự, viết một lá thư thỉnh cầu phế truất, Hán Hoàn Đế không đồng ý, ra chiếu viết "Xuân Thu" Đại cư chính, Cư Xa Nhân nhất tâm hướng hóa, hà tội nhi khuất! Kì khiển hoàn đình" (đại ý là Cư Xa Nhân xưa nay đều một lòng cải biến, sao ta có thể phế). Năm 172, Y Lăng Trục Tựu thiền vu mất.